# Formula Renault 2.0 Middle European Championship
Formula Renault 2.0 Middle European Championship, tidigare LO Formule Renault 2.0 Suisse, Formule Renault 2.0 Suisse och Renault Speed Trophy F2000, var ett Formel Renault 2.0-mästerskap som slogs ihop med Formula Renault 2.0 Italia efter säsongen 2010 och bildade Formula Renault 2.0 Alps.
Eftersom bilsport är förbjudet i Schweiz, hölls mästerskapets tävlingar i grannländerna Frankrike, Tyskland och Österrike.

## Säsonger
| År   | Seriens namn                                     | Mästare             | Teammästare       |
| ---- | ------------------------------------------------ | ------------------- | ----------------- |
| 2002 | Renault Speed Trophy F2000                       | Thomas Conrad       | ?                 |
| 2003 | Renault Speed Trophy F2000                       | Manuel Benz         | ?                 |
| 2004 | Renault Speed Trophy F2000                       | Nicolas Maulini     | Iris Racing       |
| 2005 | Formule Renault 2.0 Suisse                       | Ralph Meichtry      | Race Performance  |
| 2006 | Formule Renault 2.0 Suisse                       | Jonathan Hirschi    | Chevrons Racing   |
| 2007 | LO Formule Renault 2.0 Suisse                    | Adam Kout           | Jenzer Motorsport |
| 2008 | LO Formule Renault 2.0 Suisse                    | Christopher Zanella | Jenzer Motorsport |
| 2009 | LO Formule Renault 2.0 Suisse                    | Nico Müller         | Jenzer Motorsport |
| 2010 | Formula Renault 2.0 Middle European Championship | Zoël Amberg         | Jenzer Motorsport |